# Șceaslîve, Oleksandria
Șceaslîve (în ucraineană Щасливе) este o comună în raionul Oleksandria, regiunea Kirovohrad, Ucraina, formată numai din satul de reședință.

## Demografie
Componența lingvistică a comunei Șceaslîve
     Ucraineană (94,41%)
     Rusă (3,27%)
     Alte limbi (0,41%)
Conform recensământului din 2001, majoritatea populației comunei Șceaslîve era vorbitoare de ucraineană (94,41%), existând în minoritate și vorbitori de rusă (3,27%) și armeană (1,77%).